# AGM-129 ACM
De AGM-129 ACM (afkorting voor Air-to-Ground Missile-129 Advanced Cruise Missile, Nederlands: lucht-grond-129 Geavanceerd Kruisvluchtwapen) is een subsonisch Amerikaans stealth-kruisvluchtwapen ontworpen voor de United States Air Force voor gebruik met de B-52 Stratofortress-bommenwerper die kan voorzien worden van een kernkop.

## Ontwikkeling versie A
In 1982 begon de United States Air Force onderzoek te verrichten naar een nieuwe stealth-kruisraket toen bleek dat de bestaande ASM-86B te gemakkelijk te detecteren zou worden door nieuwe luchtverdedigingssystemen.
In 1983 werd het contract om het nieuwe kruisvluchtwapen te ontwikkelen gegund aan het bedrijf General Dynamics. In 1985 maakte de raket de eerste testvlucht. In 1990 werden de eerste exemplaren aan de USAF geleverd.
Initieel was het de bedoeling dat de AGM-129 geleidelijk aan de 1461 AGM-86's in gebruik zou vervangen met een vooruitgang van veertig stuks per jaar. Het einde van de Koude Oorlog luidde echter een tijdperk van besparingen in en de beoogde productie werd eerst tot 640 en later tot 520 stuks verminderd. Uiteindelijk werden slechts een 460-tal kruisvluchtwapens geproduceerd, waarvan de laatste in 1993 door Raytheon dat intussen de raketafdeling had overgenomen.
In maart 2007 kondigde de USAF aan dat het arsenaal aan AGM-129's tegen 2030 uit dienst gesteld zal worden.

## Versie B
Er werd ook een AGM-129B-versie van het kruisvluchtwapen gepland. Het zou een AGM-129A worden met aangepaste software en een andere kernkop voor geheime operaties. Waarschijnlijk werd geen enkel exemplaar van deze versie gebouwd.
General Dynamics stelde ook een derde variant met conventionele springkop voor aan de USAF. Dit voorstel - onofficieel AGM-129C werd afgewezen.

## Eigenschappen
Het kruisvluchtwapen werd ontwikkeld om op lage hoogte het luchtruim van de Sovjet-Unie binnen te dringen onder de radar. Hiervoor werden een aantal eigenschappen meegegeven:
- Een vormgeving en voorwaartse pijlvleugel om de radardoorsnede te verminderen.
- Een afgeschermde en gekoelde straaluitlaat om de infraroodwaarneming te verminderen.
- Een combinatie van traagheidsnavigatie en TERCOM (terreincontourvergelijking) om gevoeligheid aan elektronische storingen te beperken.

Het nieuwe geleidingssysteem geeft het kruisvluchtwapen een Circular Error Probable tussen de 30 en 90 meter.